# TeQuila
Tekla Iita (sinh ngày 27 tháng 1 năm 1985) được biết đến nhiều hơn với nghệ danh Tequila (thường được cách điệu thành TeQuila) là một ca sĩ người Namibia.

## Sự nghiệp âm nhạc
Tekla bắt đầu sự nghiệp của mình với tư cách là một nghệ sĩ nổi tiếng, lần đầu tiên xuất hiện trong single hit "Serious" của Sunny Boy, cho album đầu tay Young, Black en Gifted. Sự xuất hiện của cô trong bài hát đã khiến cô chú ý nhiều hơn, khi cô bắt đầu trở nên nổi tiếng. Cô xuất hiện trên hai bài hát khác sau bài hát Young, Black en Gifted. Cuối năm đó, với sự giúp đỡ của nhà sản xuất, Stalin Kapembe, cô bắt đầu thu âm những bài hát của riêng mình. Đĩa đơn đầu tiên của cô là "Who's Gonna Love You", được phát hành chỉ để quảng bá qua radio.
Năm 2006, cô đã giành được cuộc thi viết bài của Legal Shield Winna Mariba Song
Trong năm 2008, cô đóng phim Vixen Hangula có tựa đề Between Friends, khuyến khích sử dụng bao cao su và khuyến khích phụ nữ hợp lại cùng nhau.
Trong năm 2009, Tekla làm ngành công nghiệp ca nhạc ở cả Namibia và Nam Phi nổi sóng khi cô hát trong bài hát hit "Tando Lwam" của Nam Phi DJ, cho album Session 6. Album bán được hơn 50 000 bản ở hai quốc gia Namibia và Nam Phi. Tekla và ca sĩ Nam Phi Lady May sau đó nhận được một giải thưởng bạch kim cho sự xuất hiện của họ trong album, 50 000 bản ở Nam Phi đại diện cho một tấm bạch kim.
Vào năm 2012, cô được đề cử 6 hạng mục cho Giải thưởng Âm nhạc thường niên Namibia và cô giành được 5 giải, trong đó có "Nữ nghệ sĩ xuất sắc nhất của năm".